# Edgar Hilsenrath
Edgar Hilsenrath (Leipzig, 2 de abril de 1926-Wittlich, 30 de diciembre de 2018) fue un escritor alemán. Sus principales obras son Nacht, Das Märchen vom letzten Gedanken, El nazi y el peluquero y Fuck America. Hilsenrath ha recibido numerosos premios por sus obras. Por su novela Das Märchen vom letzten Gedanken sobre el genocidio armenio, Hilsenrath recibió el Premio Nacional de Literatura de la República de Armenia de mano de su presidente, Robert Kocharian. 

## Biografía
Nació en el seno de una familia de comerciantes judíos. Su familia se mudó en 1929 a la ciudad de Halle an der Saale.
En 1938, a causa de los crecientes ataques de carácter antisemita en Alemania, la madre, Edgar y su hermano menor se establecieron en la región de Bucovina, en Rumanía, donde vivían los abuelos. Allí escribió su primera novela, que perdió más tarde durante la huida.
En octubre de 1941, los fascistas rumanos deportaron a los tres miembros de la familia Hilsenrath al gueto de Czernowitz.
Edgar sobrevivió y, cuando el gueto fue liberado por el Ejército Rojo en marzo de 1944, permaneció seis meses más en Bucovina y más tarde, tras pasar por Bulgaria, Turquía, Siria y el Líbano, emigró a Palestina. Allí trabajó lavando platos, como temporero en el campo y obrero de la construcción en un kibbutz en Haifa, el desierto del Néguev y Tel Aviv.
La Cruz Roja le permitió establecer de nuevo el contacto con el resto de su familia y en 1947 emigró a Lyon, Francia, donde vivía el padre y donde se reencontró toda la familia.
En 1951 emigró a los Estados Unidos, donde Edgar se estableció en Nueva York y trabajó durante el día de camarero, chico de los recados y lavando coches. Aprovechaba las noches para escribir. Permaneció en Nueva York hasta 1975, en los últimos años ya viviendo de la escritura.
En esa fecha regresa a Alemania, donde ha residido hasta su muerte el 30 de diciembre de 2018 a los 92 años a causa de complicaciones pulmonares.

## Obras

### Traducidas al castellano
El nazi y el peluquero (Maeva, 2004). Publicada en 1971 en los Estados Unidos, un alemán de las SS, asesino de masas, que más tarde asume una identidad judía y se escapa a Israel, relata las crueldades cometidas por él mismo durante el nazismo.
-Fuck America (Errata naturae, 2010) En 1952, en un café judío de Nueva York, Jakob Bronsky —un recién llegado a los Estados Unidos— escribe una novela sobre su aterradora experiencia en el gueto durante la Segunda Guerra Mundial, con un desconcertante y obsceno título: El pajillero. Rodeado de emigrantes, vagabundos, beats, putas, chulos y otros seres excluidos del glorioso sueño americano, Bronsky sobrevive gracias a trabajos míseros, pasa las horas escribiendo en garitos sórdidos que abren toda la noche, fantaseando con el trasero de la secretaria de Mr. Doublecrum, el que será —o eso espera Bronsky— su futuro editor.

### En alemán
- Nacht (1964)
- Der Nazi und der Friseur (1971)
- Moskauer Orgasmus (1979)
- Fuck America (1980)
- Das Märchen vom letzten Gedanken (1989)
- Jossel Wassermanns Heimkehr (1993)
- Die Abenteuer des Ruben Jablonski (1997)
- Berlin... Endstation (2006)
- Sie trommelten mit den Fäusten im Takt (2008)